# Железничка станица Штрпци
Железничка станица Штрпци је једна од железничких станица на прузи Београд—Бар. Налази се насељу Штрпци у општини Рудо. Пруга се наставља у једном смеру ка Прибоју и у другом према Јабланици. Железничка станица Штрпци састоји се из 3 колосека.
Станица се налази на прузи Београд-Бар, изграђеној између 1951. и 1976. године у тадашњој Југославији. Након распада Југославије, деоница ове пруге у дужини од 9 километара завршила је на територији Босне и Херцеговине, а станица Штрпци је једина станица на овој деоници.
Дана 27. фебруара 1993. године, током рата у Босни и Херцеговини, догодила се отмица на станици Штрпци где су припадници паравојне групе Осветници упали су у путнички воз и из њега извели 20 људи несрпске националности. Ови људи су превезени у школску зграду у селу Прелово, где су им скинули доњи веш, претучени и опљачкани, а затим превезени у село Мушићи, где су стрељани.
Током рада на демаркацији и утврђивању коначне линије босанско-српске границе појавили су се захтеви да се обухвате подручја на којима се налази босанска деоница пруге од Београда до Бара у дужини од 9 километара (укључујући и станицу Штрпци) у границама Србије.

## Повезивање линија
- Пруга Београд—Бар